# Cymodusa propodeata
Cymodusa propodeata är en stekelart som beskrevs av Kolarov och Yurtcan 2008. Cymodusa propodeata ingår i släktet Cymodusa och familjen brokparasitsteklar. Inga underarter finns listade i Catalogue of Life.